# Distritos de Gorontalo
A província de Gorontalo na Indonésia é dividida em regências (em em indonésio: kabupaten) que por sua vez são divididas administrativamente em distritos (em indonésio: kecamatan).
Os distritos de Gorontalo com as regências são os seguintes:
- Bone Pantai, Bone Bolango
- Botumoito, Boalemo
- Dulupi, Boalemo
- Kabila, Bone Bolango
- Mananggu, Boalemo
- Marisa, Pohuwato
- Paguat, Pohuwato
- Paguyaman, Boalemo
- Patilanggio, Pohuwato
- Suwawa, Bone Bolango
- Taluditi, Pohuwato
- Tapa, Bone Bolango
- Tilamuta, Boalemo
- Wonosari, Boalemo